# Corbère-les-Cabanes
Corbère-les-Cabanes en francés y oficialmente, Corbera de les Cabanes en catalán, es una localidad y comuna francesa, situada en el departamento de Pirineos Orientales, región de Occitania y comarca histórica del Rosellón.
Sus habitantes reciben el gentilicio de Corbériens des Cabanes en francés o de Corberenc, Corberenca en catalán.

## Geografía

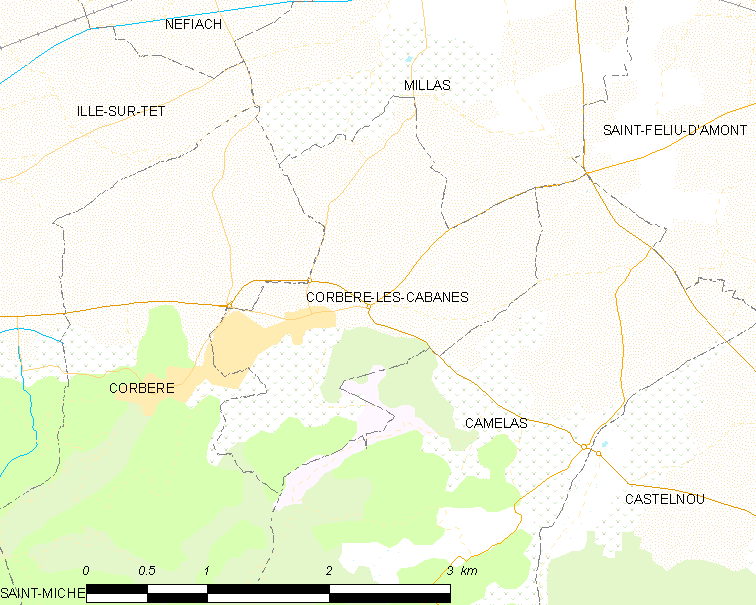
Situación de Corbère-les-Cabanes

## Demografía
| 539 | 557 | 500 | 535 | 663 | 844 | 951 | 966 | 1125 | 1070 | 1098 |
| Para los censos de 1962 a 1999 la población legal corresponde a la población sin duplicidades (Fuente: INSEE [Consultar]) |     |     |     |     |     |     |     |      |      |      |